# 犯禁八條
犯禁八條，是殷代末年宗室箕子東走朝鮮半島後在當地建立箕子朝鮮後在當地立了八條法律教化當地人。
該法律由八項禁令組成，涉及禮儀、農業、養蠶和編織。其中五條已不可稽考，只剩三條留下紀錄:殺人者死，傷人者以糧食補償、盜竊者為奴或用五十萬錢自贖。

## 與奴婢制的關係
朝鮮的奴婢制度，源於箕子朝鮮時代，當時盜人的財物之人被官府判有罪後便成為奴婢，即使他們支付了贖金，成為自由人，他們也為此感到羞恥，找不到良民作婚姻配偶，從此自成一個群體。